# Fundação Dom Cabral
Fundação Dom Cabral (FDC) é uma escola de negócios brasileira fundada em 09 de Agosto de 1976 com padrão e atuação internacionais de desenvolvimento e capacitação de executivos, empresários e gestores públicos. A FDC foi eleita, pela 17ª vez consecutiva, a melhor escola de negócios da América Latina segundo o . O resultado foi divulgado no dia 21 de maio de 2023 e ranqueou a FDC como a 7ª melhor escola de negócios de todo o mundo .
Originalmente, a instituição surgiu por meio do desdobramento do Centro de Extensão da Pontifícia Universidade Católica de Minas Gerais, sendo uma instituição sem fins lucrativos e considerada de utilidade pública. Recebeu esse nome em homenagem a Dom Antônio dos Santos Cabral, primeiro Arcebispo de Belo Horizonte. Com sólida articulação internacional, a FDC oferece acesso a importantes centros produtores de tecnologia de gestão e a modernas correntes do pensamento empresarial.
Anualmente, quase 30 mil executivos de empresas de médio e grande porte passam pelos programas da FDC, com infraestrutura completa nas cidades de Nova Lima e Belo Horizonte (MG), São Paulo (SP) e Rio de Janeiro (RJ).

## Alianças e Acordos Internacionais
A Fundação Dom Cabral possui alianças internacionais com duas escolas de negócios: INSEAD, na França e Kellogg School of Management, nos Estados Unidos, além de promover a cooperação com diversas outras reconhecidas escolas em todos os continentes. Destacam-se as redes de escolas na América Latina e com os países que compõem o BRICs, com objetivo de desenvolver programas e projetos conjuntos de pesquisa. E também a ESADE Business School (Espanha), Judge Business School - Universidade de Cambridge (Reino Unido), Porto Business School (Portugal), entre outras.

## Rankings
Já há 14 anos a FDC se classifica como uma das melhores escolas de negócios de todo o mundo, segundo o ranking de educação executiva do jornal britânico Financial Times.  
O ranking de educação executiva do Financial Times é o resultado da avaliação conjunta de dois outros levantamentos – o de Programas Abertos e o de Programas Customizados – nos quais a FDC alcançou em 2019 as 14ª e 8ª posições, respectivamente. Os programas abertos são destinados ao desenvolvimento de executivos em geral, enquanto os programas customizados são elaborados de acordo com as necessidades específicas das empresas. Os critérios para a elaboração do ranking do Financial Times levam em conta a opinião das empresas que são clientes das escolas de negócios no mundo todo, o que corresponde a 80% da avaliação; os 20% restantes são dados enviados pelas próprias instituições de ensino executivo. 

## Certificações e Associações
A FDC possui certificações internacionais pelo Europen Quality Improvement System (EQUIS) e pela The Association of MBAs (AMBA), além de participar de associações no exterior, dentre elas: The Association to Advance Collegiate Schools of Business (AACSB International), Consejo Latinoamericano de Escuelas de Administración (CLADEA), International University Consortiun (UNICON), European Foundation for Management Development (EFMD), International Consortium for Executive Development Research (ICEDR) Global Business School Network (GBSN) e Executive MBA Council.

## Programas de Pós-Graduação Lato Sensu
- Executive MBA - Campus Aloysio Faria - Nova Lima (MG);
- Pós-MBA YBA – Yield, Believe and Act -  Campus Aloysio Faria - Nova Lima (MG);
- Pós-MBA FDC/Kellogg;
- Pós-MBA Módulo Internacional China FDC/CKGSB;
- Especialização em Gestão (ênfase em Finanças, Marketing, Negócios, Pessoas e Projetos) - Campus Belo Horizonte;
- Especialização em Gestão de Negócios - Campus São Paulo, Campus Rio de Janeiro, Campus Brasília, Região Sul, Região Centro Oeste, Região Nordeste, Interior de São Paulo, Interior de Minas Gerai;
- Especialização em Gestão de Negócios Imobiliários;
- Especialização em Gestão Financeira;
- Especialização em Gestão In Company;
- Especialização em Gestão de Negócios para o Setor de Transporte;
- Programa de Atualização em Gestão de Relações do Trabalho;

## Programas de Pós-Graduação Stricto Sensu
O Mestrado Profissional em Administração da Fundação Dom Cabral está voltado para o mercado de trabalho - empresarial ou acadêmico. Tem por objetivo formar profissionais que pretendam ocupar funções relevantes na direção em suas organizações, que desejam se capacitar para uma carreira acadêmica e que sejam inovadores e capazes de alinhar rigor acadêmico às exigências das organizações dos mais diversos segmentos e setores em escalas nacional e internacional.
Mestrado Profissional é um Programa de Pós-Graduação stricto sensu que se destina àqueles profissionais que queiram se aprofundar em uma área do conhecimento visando sua aplicação no mercado de trabalho. O Programa está organizado em duas linhas de pesquisa: Estratégia e Liderança. Voltadas para o desenvolvimento de habilidades, as oficinas partem do entendimento de que, no contexto atual, os executivos, para se diferenciar, precisam conhecer modelos, conceitos e teorias de forma a permitir a reflexão e a interpretação da realidade dos negócios, desenvolvendo sua capacidade de transformar teorias em ação, colocando-as na prática diária. 
O Executive Advisor Board é uma oportunidade única de compartilhar - seja nos seminários de pesquisa, nas bancas ou em salas de aula – a vivência e a expertise de executivos que ocupam posições estratégicas em organizações e empresas de expressão. Esse grupo é formado por executivos que possuem notório saber nos temas vinculados às áreas de pesquisa do Programa, aliado à experiência organizacional. Por meio da interação entre conhecimento e prática, da interlocução entre professores, pesquisadores, executivos e mestrandos, o Mestrado Profissional da FDC propicia a formação de uma rede de relacionamentos diferenciada.